# Contea di Katzenelnbogen

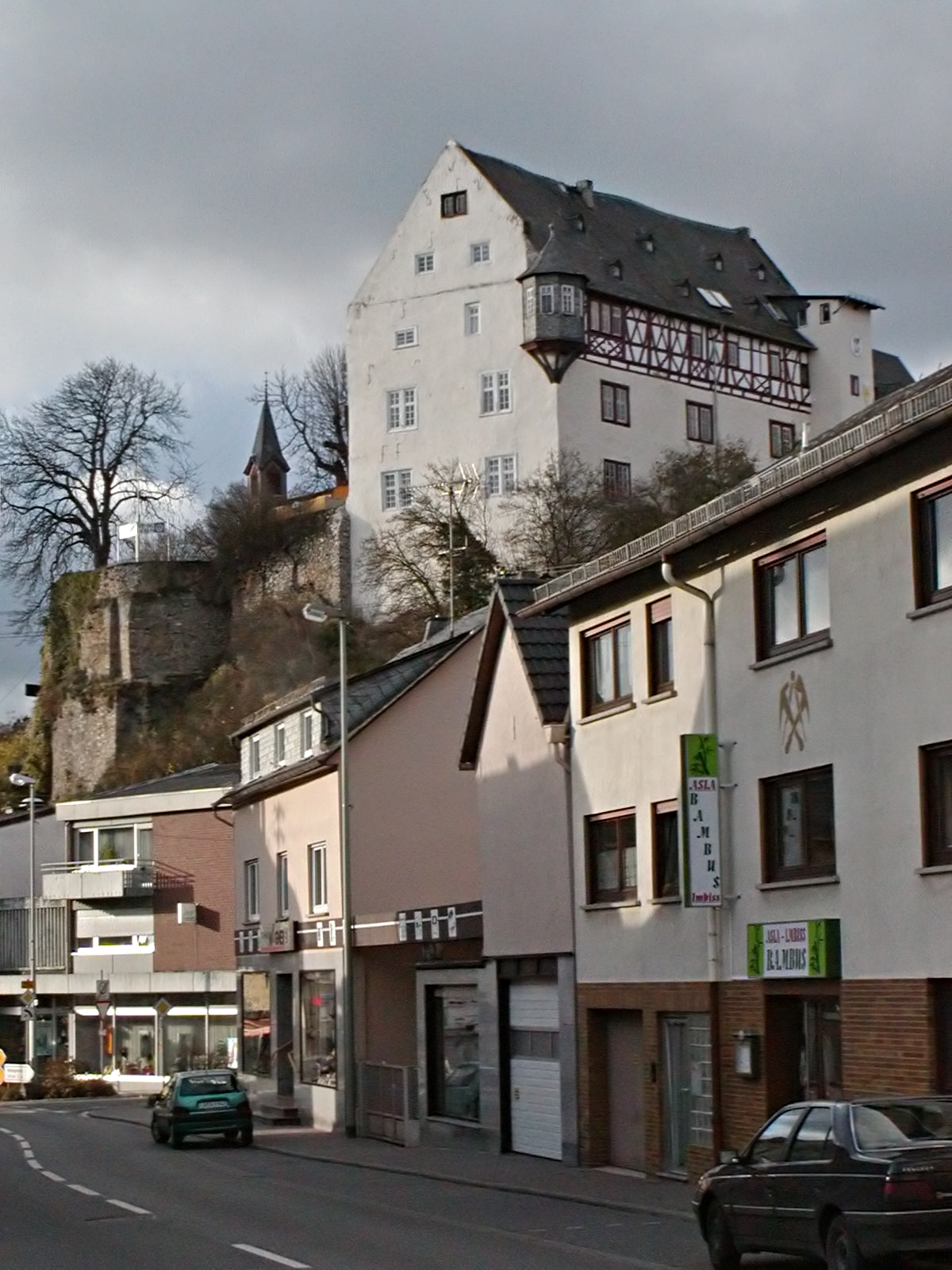
Il Castello di Katzenelnbogen (Novembre 2004)

La contea di Katzenelnbogen era una contea medioevale tedesca, che prendeva il nome dalla città omonima, appartenente oggi alla Renania-Palatinato.

## La contea
Katzenelnbogen ebbe origine dal castello costruito su un promontorio presso il fiume Lahn intorno al 1095. I signori del castello divennero ben presto importanti magnati locali, acquisendo col tempo molti privilegi e diritti fondamentali nell'area del Reno. I conti di Katzenelnbogen costruirono inoltre Burg Neukatzenelnbogen e Burg Rheinfels, lungo le rive del Reno. La famiglia tedesca si estinse nel 1479, mentre la linea austriaca continuò la propria esistenza, e la contea venne disputata tra l'Assia e il Nassau. Nel 1557 l'Assia ebbe la meglio, ma quando venne divisa secondo il testamento di Filippo I d'Assia, Katzenelnbogen venne divisa tra il Langraviato di Assia-Darmstadt e tra il nuovo piccolo Principato di Assia-Rheinfels. Quando l'ultima linea di successione si estinse nel 1583, le sue proprietà passarono all'Assia-Kassel, che aggiunse Katzenelnbogen al Principato di Assia-Rotenburg. Dopo il Congresso di Vienna, questa parte di Katzenelnbogen venne ceduta ai Nassau in cambio di alcune proprietà di cui la casata aveva preso possesso; dopo la Guerra Austro-Prussiana, con tutto il Nassau, divenne parte della Prussia.

## Etimologia
Il nome Katzenelnbogen deriva dall'antico Cattimelibocus. Questo derivava dall'antica tribù germanica dei Chatti e da Melibokus, il nome della montagna di Harz, nella Foresta di Teutoburgo. Nei secoli il nome cambiò in Katzenelnbogen.

## Storia del vino
Nella storia del vino, Katzenelnbogen è famosa per la prima documentazione sul Riesling, risalente al 1435.

## Conti di Katzenelnbogen

### Linea antica
- Teodorico V (? - 1276)
- Guglielmo I (1276/1277 - 1331)
- Guglielmo II. (prima del 1331 - prima del 23 ottobre 1385)[1] [2]
- Eberardo V (circa 1322 - 1402)

### Linea giovane
- Eberardo I (? - 1311)
- Gerardo (? - 1312), figlio di Eberardo I
  - Eberardo II (? - 1329)[3]
  - Giovanni II (? - 1357)
    - Teodorico VIII.
- Bertoldo III (? - 1321), figlio di Eberardo I[3]
  - Eberardo III (? - 1328)
    - Eberardo IV (? - 1354) Linea estinta, l'eredità spetta a Teodorico VIII
- Teodorico VIII (1340 - 1402)

Dopo la riunificazione del 1402:
- Giovanni IV (? - 1444), sposa nel 1385 Anna di Katzenelnbogen (Linea antica)
- Filippo I (1402 - 1479), detto anche il Vecchio, sposa il 24 febbraio 1422 Anna del Württemberg.

### Altri appartenenti alla famiglia
- Ermanno II di Katzenelnbogen (1174 - 1203), principe vescovo di Münster
- Bertoldo II di Katzenelnbogen, cavaliere nella Quarta crociata
- Elisabetta di Hanau (1355?-1396), moglie di Guglielmo II
- Ottilia di Katzenelnbogen, figlia di Filippo il Giovane
- Einardo II di Katzenellenbogen, vescovo di Spira
- Filippo di Katzenelnbogen, vescovo di Osnabrück